# Tennistoernooi van Rome 1994
|                                     |  |                                            |
| Pete Sampras, winnaar bij de mannen |  | Conchita Martínez, winnares bij de vrouwen |

Het tennistoernooi van Rome van 1994 werd van 2 tot en met 16 mei 1994 gespeeld op de gravelbanen van het Foro Italico in de Italiaanse hoofdstad Rome. De officiële naam van het toernooi was Italian Open.
Het toernooi bestond uit twee delen:
- ATP-toernooi van Rome 1994, het toernooi voor de mannen, van 9 tot en met 16 mei
- WTA-toernooi van Rome 1994, het toernooi voor de vrouwen, van 2 tot en met 8 mei

ATP-toernooi van Rome – WTA-toernooi van Rome

1990 · 1991 · 1992 · 1993 · 1994 · 1995 · 1996 · 1997 · 1998 · 1999 · 2000 · 2001 · 2002 · 2003 · 2004 · 2005 · 2006 · 2007 · 2008 · 2009 · 2010 · 2011 · 2012 · 2013 · 2014 · 2015 · 2016 · 2017 · 2018 · 2019 · 2020 · 2021 · 2022 · 2023 · 2024